# Ponet-et-Saint-Auban
Ponet-et-Saint-Auban település Franciaországban, Drôme megyében. Lakosainak száma 143 fő (2022. január 1.). Ponet-et-Saint-Auban Barsac, Die, Marignac-en-Diois, Saint-Andéol és Sainte-Croix községekkel határos.

## Népesség
A település népességének változása:
| Lakosok száma | 79   | 100  | 99   | 121  | 130  | 127  | 125  | 126  | 132  | 143  |
|               | 1968 | 1982 | 1990 | 2006 | 2013 | 2015 | 2017 | 2019 | 2020 | 2022 |